# (337166) Ivanartioukhov
(337166) Ivanartioukhov est un astéroïde de la ceinture principale.

## Description
(337166) Ivanartioukhov est un astéroïde de la ceinture principale. Il fut découvert le 1er novembre 1999 à Uccle par Eric Walter Elst et Sergueï Ipatov. Il présente une orbite caractérisée par un demi-grand axe de 2,65 UA, une excentricité de 0,27 et une inclinaison de 11,6° par rapport à l'écliptique.

## Compléments